# 高地ドイツ語
高地ドイツ語（ドイツ語: Hochdeutsch）は、ドイツ語の言語変種。ドイツ語高地方言とも呼ばれる。また、第二次子音推移を受けていない低地ドイツ語との対比の意味で、標準ドイツ語のことを「高地ドイツ語」と呼ぶ場合もある。

## 概要
ドイツ、オーストリア、ベンラート線とUerdingen の等語線の南部で話される。ドイツ中部・南部、オーストリア、リヒテンシュタイン、スイス、ルクセンブルク、ベルギーの一部、オランダの一部、フランス（アルザス及びロレーヌ北部）、イタリア北部の一部、ポーランド西部の一部で話される。ルーマニアやロシアなどへの移民の間でも話される。
高地ドイツ語は第二次子音推移によって特徴づけられ、西ゲルマン方言連続体を構成する低地ドイツ語や低地フランク語（オランダ語など）と区別される。

## 分類
- 高地ドイツ語（Hochdeutsch)

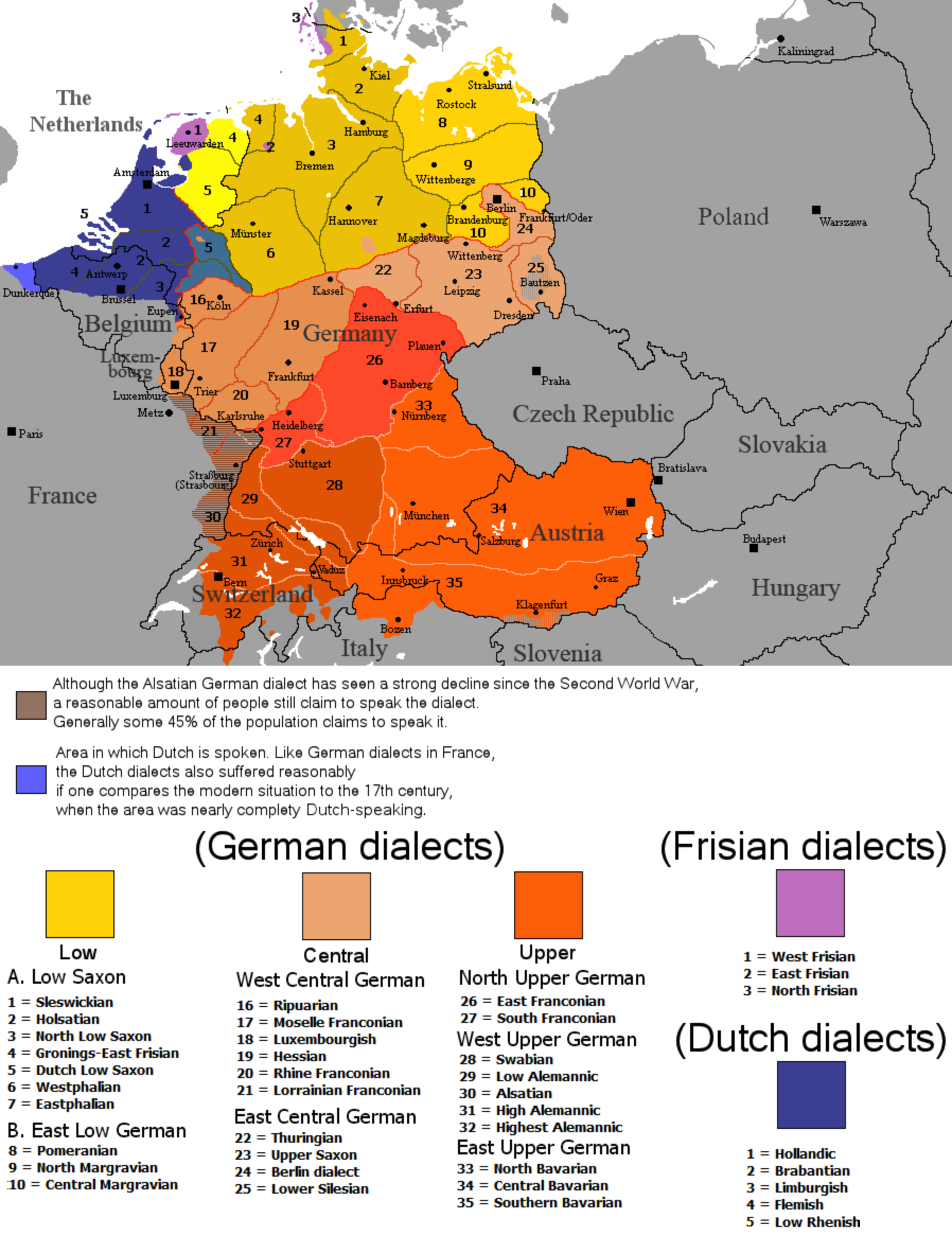
高地ドイツ語の分布:
中部ドイツ語
上部ドイツ語

  - 中部ドイツ語（Mitteldeutsch）
    - 西中部ドイツ語（Westmitteldeutsch）
      - 中部フランケン諸語（Mittelfränkisch） - 中部フランク方言、「フランケン語」（フランク語）に分類される。
        - モーゼル・フランケン語（Moselfränkisch） - モーゼルフランク方言、コブレンツ、トリーアで話される。
          - ルクセンブルク語（Lëtzebuergesch） - ルクセンブルクで話され、フランス語の語彙による影響が多いと指摘される。

        - リプアーリ語 - アーヘン、デュースブルク、デュッセルドルフ、エッセン、ジーゲン、ゾーリンゲンで話される。
          - ケルン語（Kölsch） - ケルン、ボンで話される。

        - ジーベンビュルガー・ザクセン語（Siebenbürgersächsisch） - ルーマニア・トランシルヴァニアでトランシルヴァニア・ザクセン人によって話される。「ザクセン｣の名があるが、実際には中部フランケン語の系統である。

      - ライン・フランケン語（Rheinfränkisch） - ラインフランク方言
        - ヘッセン語（Hessisch） - フランクフルト・アム・マイン、マールブルク、ギーセン、カッセル、フルダ、ゲッティンゲンで話される。
        - ロートリンゲン・フランケン語（Lothringisch） - ロートリンゲンフランク方言、フランス東部のロートリンゲン地方モゼル県で話される。
        - プファルツ方言（Pfälzisch） - ザールブリュッケン、カイザースラウテルン、ピルマゼンスで話される。
          - クーアプファルツ語（Kurpfälzisch） - マインツ、マンハイムで話される。

    - 東中部ドイツ語（Ostmitteldeutsch） - アイゼナハ、エアフルト、イエナ、ヴァイマール、ライプツィヒ、マイセン、ドレスデンで話される。
      - テューリンゲン方言（Thüringisch） - 「上ザクセン語(Obersächsisch)」とも呼ばれ、書き言葉の標準ドイツ語のベースとなった。
      - ベルリン方言（Berlin-Brandenburgisch） - ベルリンで話される。
      - ラウジッツ方言（Lausitzische） - ブランデンブルク州南部で話される。
      - 高地プロシア方言（Ermländisch） - フランクフルト・アン・デア・オーダー、コトブスで話される。
      - 低シレジア方言（Schläsch） - ポーランドシレジア地方、チェコボヘミア地方、ブランデンブルク州の一部で話される。

    - ヴィラモヴィアン語（Wilmesaurisch） - ポーランドの南西部ビェルスコ＝ビャワ近郊の町ヴィラモヴィツェで話される。

  - 上部ドイツ語（Oberdeutsch）
    - 上部フランケン諸語（Oberfränkisch） - 上部フランク方言、「フランケン語」に分類される。
      - 東フランケン語（Ostfränkisch） - 主にヘッセン州南東部の一部とテューリンゲン州南西部のズール、マイニンゲン、ゾンネベルクなど、ケムニッツ地方西部のプラウエン、バイエルン州北部にあるウンターフランケン、ミッテルフランケン、オーバーフランケンといった現在のフランケン地方で話される。
        - フォクトラント方言（Vogtländisch）
        - エルツ方言（Erzgebirgisch）

      - 南フランケン語（Südfränkisch） - 「南ライン・フランケン語」とも呼ばれ、主にプファルツ地方（ライン地方）南東部、バーデン＝ヴュルテンベルク州北部にあるハイルブロンフランケン地方、カールスルーエ地方、ラインネッカー地方などで話される。
        - ヴュルテンベルク方言（Württembergisch） - 主にヴュルテンベルク地方を中心に話される。

    - バイエルン諸方言（Bairisch） - ミュンヘン - オーストリアドイツ語圏とチロル地方と相互に影響していると指摘される。「バイエルン・オーストリア語」という独立言語として扱うこともある。
      - 北バイエルン方言（Nordbairisch） - レーゲンスブルクなど、バイエルン州中部で話される。
      - 中央バイエルン方言（Mittelbairisch） - ミュンヒェン、ザルツブルク、ウィーンなど、バイエルン州南部とオーストリア北部で話される。
      - 南バイエルン方言（Südbairisch） - インスブルックとリエンツおよびグラーツなど、オーストリア南部で話される。
        - ゴットシェー語（Gottscheerisch） - スロベニア中部のカルニオラ地方と南部のコチェーヴィエ地方で話される。
        - モケーニ語（Mochenische） - イタリア北部のトレント自治県で話される。
        - キンブリ語（Zimbrische, Tzimbrische） - イタリア北部のトレント自治県のルゼルナ、ヴィチェンツァ県のセッテ・コムーニ（アジアーゴ高原）[3]、ヴェローナ県のトレディチ・コムーニ（レッシニア）[4]で話される。

    - アレマン諸方言（Alemanisch） - シュトゥットガルト、バーデン地方、スイスドイツ語圏とフランス東部のアルザス地方と相互に影響していると指摘される。リヒテンシュタイン公国、オーストリア最西部・フォアアールベルク州などで話される
      - シュヴァーベン方言（Schwäbisch） - シュヴァーベン地方（バイエルン・シュヴァーベン地方も含まれる）で話される。
      - スイス諸方言（Schwyzerdütsch）
      - ヴァリス方言（Walliserdeutsch）
      - アルザス方言（Elsässerdeutsch） - フランス東部のエルザス地方（エルザス＝ロートリンゲン）で話される。
      - ペンシルベニア・アレマン語（Pennsilfaanialemanisch） - アメリカ合衆国のペンシルベニア州、中西部で話される。
      - フォアアールベルク語（Vorarlbergerisch） - フォアアールベルク州の方言の総称。言語学上の分類ではない。実際にはフォアアールベルク州は低地アレマン語のボーデン湖アレマン語、高地アレマン語、最高地アレマン語などの様々な方言地域に分かれる。

  - バーデン語（Badisch） - バーデン地方の方言の総称として作られた言葉で、言語学上の分類ではない。実際にはバーデン地方は中部ドイツ語のプファルツ語、上部ドイツ語の南フランケン語、東フランケン語、シュヴァーベン語などの様々な方言地域に分かれる。
  - イディッシュ語 - アシュケナジム（ユダヤ系のディアスポラ）の言語。